# Stella di Campbell
La stella di Campbell (HD 184738 / HIP 96295 / BD+30 3639) - anche conosciuta come stella di idrogeno di Campbell - è la stella centrale della nebulosa planetaria PK 064+05 1. Deve il suo nome all'astronomo William Wallace Campbell che la scoprì nel 1893.

## Caratteristiche
Localizzata nella costellazione del Cigno 2,5º a nord di Albireo (β Cygni) e 1° a est di φ Cygni, si trova a 3 900 anni luce (1 200 pc) dal sistema solare.
Di magnitudine apparente +10,41, la stella di Campbell è una stella di Wolf-Rayet di tipo spettrale [WC9], all'interno di una nebulosa planetaria con forti emissioni nello spettro infrarosso. Straordinariamente calda - ha una temperatura effettiva di 55000 K, è 6 000 volte più luminosa del Sole. È una stella carente di idrogeno, quindi in un avanzato stato evolutivo. Anche se la sua massa attuale è il 60% di quella del Sole, si ritiene che la sua progenitrice fosse una stella di ~2 M⊙ ora collocata nel ramo asintotico delle giganti (RAG); al termine di questa fase si trasformerà in una nana bianca. 
La sua composizione chimica è molto differente a quella del Sole; è carente in ferro (Fe/O ~0,3) ma presenta degli elevati contenuti di carbonio e neon (C/O ~30).
La nebulosa planetaria associata alla stella di Campbell ha un'età approssimata di 700 anni.
In contrasto con la polvere associata ad altre stelle WC tardive, composta fondamentalmente di carbonio amorfo, questa nebulosa planetaria mostra polvere di silicato cristallino, indicando un passaggio recente da una chimica dominata dall'ossigeno ad un'altra dominata dal carbonio. Si è supposto che l'esistenza di una compagna stellare potrebbe accordare la presenza della polvere della nebulosa planetaria con la carenza di idrogeno della stella centrale.